# Hong Kong Pegasus FC
El Sun Pegasus Football Club (en chino tradicional, 太陽飛馬足球會) es un equipo de fútbol de Hong Kong que juega en la Primera División de Hong Kong, la liga de fútbol más importante del país.

## Historia
Fue fundado en el año 2008 en la ciudad de Tin Shui Wai, del distrito de Yuen Long con un presupuesto inicial de $10000000 y con el nombre TSW Pegasus, nombre se basaba en la criatura mitológica del mismo nombre, el cual representa vitalidad, vigor, creatividad y capaz de hacer milagros. Nunca ha sido campeón de la Primera División, solo subcampeón en 1 ocasión, ha ganado 2 títulos de copa en 8 finales jugadas.
A nivel internacional ha participado en 1 torneo continental, en la Copa de la AFC 2011, donde fue eliminado en la fase de grupos por el Sông Lam Nghệ An de Vietnam, el Sriwijaya FC de Indonesia y el VB Sports de Maldivas.
En julio del 2012, el club cambió su nombre por el de Sun Pegasus, hasta que la empresa Sun International Resources dejó de patrocinar al club al finalizar la temporada 2014/15, y cambian su nombre por el de Hong Kong Pegasus luego de que el club es tomdao por el empresario Canny Leung.

## Palmarés
- Primera División de Hong Kong: 0
  - Sub-Campeón: 1

2009-10
- Hong Kong Senior Shield: 1

2008-09
- FA Cup: 1

2009-10
- - Finalista: 3

2008-09, 2011-12, 2012-13
- League Cup: 0
  - Finalista: 3

2008-09, 2010-11, 2011-12

## Gerencia
- Presidente:  Mr. Cheng Ting Kong
- Vice Presidente:  Mr. Mingo Tang - Director del Pok Oi Hospital
- Vice Presidente:  Ms. Alice Yeung
- Vice Presidente:  Mr. Alex Dong
- Supervisor:  Mr. Wilson Wong
- Secretaria:  Ms. Zoe Ng
- Oficial Administrativo:  Chow Man Kin

## Ex Entrenadores
- José Ricardo Rambo (julio de 2008–junio de 2009)
- Dejan Antonić (agosto de 2009–diciembre de 2009)
- José Ricardo Rambo (diciembre de 2009–junio de 2010)
- Chan Hiu Ming (julio de 2010–14 de junio de 2012)
- Chan Ho Yin (10 de julio de 2012–9 de octubre de 2012)
- Chan Chi Hong (9 de octubre de 2012–)